# Josep Coronilla i Humbert
Josep Coronilla i Humbert   (Barcelona, 8 d'agost de 1952) és un ex-pilot de motociclisme català que destacà en competicions estatals durant la dècada de 1970.
De professió industrial, Coronilla començà a competir en proves de trial, motocròs i enduro, fins que en pujar a la categoria superior es decantà per la velocitat. Especialista en pujades de muntanya, en va guanyar moltes amb una OSSA 250, entre elles la Pujada a Sant Feliu de Codines i la Pujada a Montserrat (totes dues el 1976). Formant equip amb Jordi-Lluís Boquet als comandaments d'una Montesa Rápita 250, acabà 12è a les 24 Hores de Montjuïc de 1976 i guanyà el Campionat d'Espanya de resistència d'aquell any.